# Odysseus a hvězdy
Odysseus a hvězdy (littéralement en français Ulysse et les étoiles), est un film de science-fiction tchèque de 1976 destiné principalement aux enfants, réalisé par Ludvík Ráža sur un scénario d'Ota Hofman.

## Synopsis
L'histoire se déroule en 1975 (à peu près à l'époque du tournage) et également en 2000. Le père du garçon Míša ramène à la maison une pierre intéressante du chantier de construction de l'autoroute. Il veut l'utiliser dans le jardin pour un jardin de rocaille. Alors que les parents sortent pour une soirée, la pierre brille et commence à affecter les environs. Cela provoque des problèmes de navigation aérienne, sonne une cloche, arrête le moteur d'une voiture, etc. Misha se rend compte que la pierre en est responsable la nuit et il remarque également sa sœur Katya, qui commence à faire d'étranges dessins. Il brise la pierre, trouve une boule qui grossit soudainement, examine les environs, y compris Ulysse le chat puis disparaît. Les parents ne croient pas aux histoires des enfants. Après 25 ans, Míša a un fils. La pierre commence soudainement à répéter son action et à devenir plus grosse. Une carte des étoiles, une copie des anciens dessins de Káti, ainsi qu'une copie d'Ulysse apparaissent. Misha décide d'informer la civilisation extraterrestre qu'Ulysse n'est pas le seul à vivre sur Terre et entre dans la sphère lumineuse.

## Distribution
- Alois Švehlík (cs) : le père de famille
- Gustav Bubník (cs) : Míša
- Jaroslava Obermaierová : la mère
- Milena Dvorská : la mère en 2000
- Gabriela Hyrmanová : Katya
- Jaroslav Moučka : Drnák
- Jana Bouškova : la comptable
- Stanislav Fišer (cs) : un opérateur radar
- Jaroslav Mareš : un opérateur radar
- Josef Šebek : un opérateur radar
- Miloš Vavruška (cs) : un opérateur radar
- Jana Krausová : Pehrová, une invitée au mariage
- Vladimír Ptáček : un invité au mariage
- Jan Kraus : un invité au mariage
- Lydie Havláková : une	demoiselle d'honneur
- Jiřina Bílá : une	demoiselle d'honneur
- Mirko Musil (cs) : un	ministre
- Martin Růžek (cs) : le Lieutenant de la sécurité publique
- Petr Štěpánek : un Sergent de la sécurité publique
- Vladimír Vondra (cs) : Martin
- Jaroslav Cmíral : Mašek
- Richard Knotek (cs) :	Rudla
- Dagmar Patrasová (cs) : une femme dans une Fiat 126